# Doris Merrick
Doris Merrick (* 6. Juni 1919 in Chicago, Illinois als Doris Simpson; † 30. November 2019 in Yuma, Arizona) war eine US-amerikanische Schauspielerin und ein Model.

## Leben
Doris Merrick wurde 1919 als eines von zehn Kindern von Joseph und Nellie Simpson unter dem Namen Doris Simpson in Chicago geboren. Sie besuchte die dortige Hyde Park High School, ehe sie ihre Laufbahn als Model und Sängerin begann. Im Dezember 1941 wurde sie von Warner Bros. unter Vertrag genommen. Ihre erste Filmrolle erhielt sie ein Jahr später in Girl Trouble. Etwa zur selben Zeit änderte sie ihren Namen in Doris Merrick.
1943 war Merrick in einer kleinen Nebenrolle als Krankenschwester in Ernst Lubitschs Ein himmlischer Sünder zu sehen. Zu ihren bekanntesten Rollen gehörte die der Vivian im Filmdrama Die Liebe unseres Lebens aus dem Jahr 1945 sowie ihr Auftritt neben Laurel und Hardy in Der große Knall. Im Laufe ihrer Schauspielkarriere spielte Merrick in über zwanzig Filmen und Fernsehserien mit, darunter in einigen in der weiblichen Hauptrolle. Unter anderem war sie 1952 als Sandra im Science-Fiction-Film Die Insel der unberührten Frauen zu sehen, der später den Ruf eines Trashfilms erhielt. 1955 drehte sie mit Unterbrochene Melodie ihren letzten Film, ehe sie sich ins Privatleben zurückzog.
Merrick war dreimal verheiratet. Von 1936 bis zur Scheidung im Jahr 1944 mit dem Boxer Max Marik, von dem sie ihren Künstlernamen Merrick ableitete. Das Paar hatte eine gemeinsame Tochter. Die zweite Ehe mit dem Farmer John Meagher Knoll hielt von 1946 bis zur Scheidung 1962. Merrick wurde weitere vier Male Mutter. Ihre dritte Ehe mit dem Anwalt Matthew Lawton Hatfield dauerte von 1964 bis zu dessen Tod im Jahr 1986 an. Doris Merrick wohnte lange in Rancho Mirage und zog schließlich nach Yuma, wo sie in einer Alteneinrichtung in der Nähe ihrer beiden Töchter lebte. Sie konnte Anfang Juni 2019 ihren 100. Geburtstag feiern und starb knapp sechs Monate später.

## Filmografie
- 1942: Girl Trouble
- 1942: That Other Woman
- 1942: Time to Kill
- 1943: Ein himmlischer Sünder (Heaven Can Wait)
- 1944: Ladies of Washington
- 1944: In the Meantime, Darling
- 1944: Laurel und Hardy – Der große Knall (The Big Noise)
- 1944: In the Meantime, Darling
- 1945: Sensation Hunters
- 1945: Die Liebe unseres Lebens (This Love of Ours)
- 1945: Hit the Hay
- 1946: Child of Divorce
- 1947: The Pilgrim Lady
- 1948: The Counterfeiters
- 1950: The Fighting Stallion
- 1951/1952: The Cisco Kid (Fernsehserie, zwei Folgen)
- 1952: Die Insel der unberührten Frauen (Untamed Women)
- 1952: Big Town (Fernsehserie, eine Folge)
- 1952: Im wilden Westen (Death Valley Days; Fernsehserie, eine Folge)
- 1952: The Adventures of Kid Carson (Fernsehserie, drei Folgen)
- 1953: The Neanderthal Man
- 1955: Unterbrochene Melodie (Interrupted Melody)